# Martín Andrizzi
Martín Ezequiel Andrizzi (Buenos Aires, Argentina; 5 de julio de 1976) es un exfutbolista y actual director técnico argentino. Jugaba como mediocampista por izquierda y su primer equipo fue All Boys. Su último club antes de retirarse fue Sarmiento de Junín.

## Trayectoria
Debutó en All Boys. En 1996 lo compró Boca Juniors pero no debutó hasta su regreso en 2000, año en que ganó su único título que es el Apertura, luego de pasar por Unión de Santa Fe y el ascenso. Jugando para los xeneizes marcó un solo gol, en la Copa Mercosur a Corinthians donde ganó su equipo 3-0.
Es un zurdo de buena ida y vuelta por izquierda, que tuvo su chance con Carlos Bianchi (técnico de Boca en ese momento) pero después fue a préstamo a Estudiantes de La Plata, pasó por Arsenal de Sarandí, Lanús y Banfield.
Jugando para Arsenal de Sarandí ganó la Copa Sudamericana 2007 convirtiendo el gol del campeonato en la final del certamen ante el América faltando escasos minutos para finalizar el encuentro. Este gol marcado el 5 de diciembre de 2007 es el más importante de su carrera y el de la historia de Arsenal.
En junio de 2011 asciende a la Primera División con Belgrano de Córdoba tras una gran campaña que le permitió al equipo jugar la histórica promoción ante River Plate y ganarla.
A fines de julio de 2011 firmó contrato con Sarmiento de Junín para disputar el campeonato de Primera B. Con este equipo obtuvo el título en la temporada 2011/12 y el ascenso a la Primera B Nacional. Contra Banfield disputó su partido número 100 con el Verde de Junín.
En 2014 logró el ascenso a Primera División con Sarmiento de Junín, y el 6 de diciembre de ese año se retiró de la práctica profesional del fútbol, pasando a ejercer como secretario técnico del plantel profesional de ese club de Junín.
En 2019 inició su carrera como entrenador dirigiendo a Brown de Arrecifes en la liga local. A mitad de año dejó ese cargo para ser el ayudante de campo de Sergio Lippi en Olimpo de Bahía Blanca.
Desde el 2020 que se encuentra como entrenador de las ligas inferiores del Club Atlético Boca Juniors, hoy en día dirigiendo la séptima división junto a Antonio "Chipi" Barhijo.

## Clubes

### Como jugador
| Club                    | País      | Año       |
| ----------------------- | --------- | --------- |
| All Boys                | Argentina | 1994-1997 |
| Boca Juniors            | Argentina | 1997-1998 |
| Brown de Arrecifes      | Argentina | 1998-1999 |
| Unión de Santa Fe       | Argentina | 1999      |
| San Martín de San Juan  | Argentina | 2000      |
| Boca Juniors            | Argentina | 2000-2001 |
| Estudiantes de La Plata | Argentina | 2001-2002 |
| Arsenal de Sarandí      | Argentina | 2002-2003 |
| Lanús                   | Argentina | 2003-2004 |
| Dorados de Sinaloa      | México    | 2004      |
| Banfield                | Argentina | 2005-2007 |
| Arsenal de Sarandí      | Argentina | 2007-2008 |
| Deportivo Quito         | Ecuador   | 2008-2009 |
| San Martín de Tucumán   | Argentina | 2009      |
| Belgrano de Córdoba     | Argentina | 2010-2011 |
| Sarmiento de Junín      | Argentina | 2011-2014 |

### Como asistente técnico
| Club                   | País      | Año  |
| ---------------------- | --------- | ---- |
| Olimpo de Bahía Blanca | Argentina | 2019 |

### Como entrenador
| Club                      | País      | Año   |
| ------------------------- | --------- | ----- |
| Brown de Arrecifes        | Argentina | 2019  |
| Boca Juniors (inferiores) | Argentina | 2020- |

## Palmarés

### Campeonatos nacionales
| Título                  | Club               | País      | Año    |
| ----------------------- | ------------------ | --------- | ------ |
| Primera División        | Boca Juniors       | Argentina | A-2000 |
| Serie A                 | Deportivo Quito    | Ecuador   | 2008   |
| Serie A                 | Deportivo Quito    | Ecuador   | 2009   |
| Primera B Metropolitana | Sarmiento de Junín | Argentina | 2012   |

### Copas internacionales
| Título            | Club               | País      | Año  |
| ----------------- | ------------------ | --------- | ---- |
| Copa Sudamericana | Arsenal de Sarandí | Argentina | 2007 |

### Otros logros
| Título                     | Club                | País      | Año  |
| -------------------------- | ------------------- | --------- | ---- |
| Ascenso a Primera División | Belgrano de Córdoba | Argentina | 2011 |
| Ascenso a Primera División | Sarmiento de Junín  | Argentina | 2014 |